# Silvina Ocampo
Silvina Inocencia Ocampo Aguirre (Buenos Aires, 28 juli 1903 – aldaar, 14 december 1993) was een Argentijnse dichter.
Haar zus was Vitoria Ocampo en haar man was Adolfo Bioy Casares. Hun vader was architect en behoorde tot de hoge bourgeoisie.
Ze studeerde kunst in Parijs. In haar vriendenkring waren Fernand Léger, Giorgio de Chirico of Jorge Luis Borges.

## Werken
- Viaje olvidado, 1937 (Vergeten reis, vert. Jacqueline Visscher, 2022)
- Espacios métricos, 1942
- Enumeración de la patria, 1942
- Los sonetos del jardín, 1946
- Los que aman, odian, 1946
- Autobiografía de Irene, 1948
- Poemas de amor desesperado, 1949
- Los nombres, 1953
- Los traidores, 1956
- Las invitadas, 1961
- Lo amargo por dulce, 1962
- Los días de la noche, 1970
- Amarillo celeste, 1972
- El cofre volante, 1974
- El tobogán, 1975
- El caballo alado, 1976
- La naranja maravillosa, 1977
- Canto Escolar, 1979
- Árboles de Buenos Aires , 1979
- La continuación y otras páginas, 1981
- Breve Santoral, 1985
- Y así sucesivamente, 1987
- Cornelia frente al espejo, 1988
- Las reglas del secreto, 1991

## Prijzen
- Premio Municipal de Poesía, 1945, 1953
- Premio Municipal de Literatura, 1954
- Premio Nacional de Poesía, 1962
- Premio Konex, 1984
- Gran Premio de Honor de la SADE, 1992

- Bibsys: 90370764
- Biblioteca Nacional de España: XX1720951
- Bibliothèque nationale de France: cb11918020m (data)
- Catàleg d'autoritats de noms i títols de Catalunya: 981058591979106706
- CiNii: DA0373566X
- Gemeinsame Normdatei: 119451247
- International Standard Name Identifier: 0000 0001 1462 8438
- Library of Congress Control Number: n81140545
- Bibliotheek van het Japanse parlement: 031880114
- Nationale Bibliotheek van Tsjechië: kup19970000071821
- Nationale bibliotheek van Australië: 35394632
- Nationale Bibliotheek van Israël: 987007266008505171
- Nederlandse Thesaurus van Auteursnamen: 073506982
- Istituto Centrale per il Catalogo Unico: CFIV076154
- LIBRIS: 402187
- SNAC: w6js9vjn
- Système universitaire de documentation: 02705148X
- Trove: 937451
- Virtual International Authority File: 100247821
- WorldCat: E39PBJp9q4GTtRKyrHX7YxQH4q